# Corroded Disorder
Corroded Disorder è un album di raccolta del gruppo musicale canadese Front Line Assembly, pubblicato nel 1995.

## Tracce
1. Mutate – 5:42
2. Teardown – 4:36
3. Lurid Sensation – 4:05
4. Right Hand of Heaven – 5:46
5. Concussion – 4:14
6. On the Cross – 5:49
7. Controversy – 5:20
8. Dark Dreams – 6:05
9. Body Count – 4:15
10. Obsession – 4:07
11. Aggression – 4:55
12. Die-Sect – 4:38
13. The Wrack – 3:26
14. Solitude of Confinement – 6:37
15. Collision – 4:28
16. Headcase Fargone – 4:27

## Formazione
- Bill Leeb - voce, elettronica
- Rhys Fulber - elettronica (1, 5, 11, 14–16)
- Michael Balch - elettronica (2–4, 6–10, 12, 13)